# The Master Trust Bank of Japan
The Master Trust Bank of Japan, Ltd. (MTBJ; jap. 日本マスタートラスト信託銀行株式会社, Nihon masutā torasuto shintaku ginkō kabushiki kaisha) ist eine japanische Trust- und Investmentbank. Sie arbeitet auch im Bereich der Holdings von Lebensversicherungs-Fonds.
Die Gesamtsumme des in Trusts verwalteten Vermögens belief sich zum Ende des Geschäftsjahres 2007 auf 137 Billionen Yen (874 Mrd. Euro).

## Beteiligungen
Ende 2016 hielt die die Master Trust Bank of Japan über 4,9 % an der japanischen Werbeagentur Dentsu, Inc. Ende 2022 hielt sie auch etwa 15,4 Prozent Aktien der Toyo Tire Corporation, weltweit nach Umsatz der zehntgrößte Reifenhersteller. Weiter ist sie mit 10 Prozent größter institutionelle Anteilseigner des japanischen Investment-Unternehmens Softbank; letztere war beispielsweise ein früher Investor in das chinesische e-commerce-Unternehmen Alibaba.

## Geschichte
1985 wurde die Bank als Chase Manhattan Trust and Banking (チェース・マンハッタン信託銀行) gegründet. Diese wurde 1996 von der Deutschen Bank Japan übernommen und in der Deutsche Morgan Grenfell Trust Bank (ドイチェ・モルガン・グレンフェル信託銀行), später DMG Trust Bank, zusammengefasst. Im Jahr 2000 wurde die Bank mit dem Einstieg der Mitsubishi Trust & Banking und dreier weiterer japanischer Unternehmen in seiner heutigen Form eingerichtet, der Name wurde in The Master Trust Bank of Japan geändert.

## Eigentümer
Die Aktien befinden sich (Stand: August 2018) im Besitz folgender Unternehmen:
- Mitsubishi UFJ Financial Group 46,5 %
- Nihon Seimei Hoken 33,5 %
- Meiji Yasuda Seimei Hoken (Meiji Yasuda Life Insurance) 10 %
- Nōchū Shintaku Ginkō (The Nōrinchūkin Trust & Banking) 10 %